# John Arbuthnot

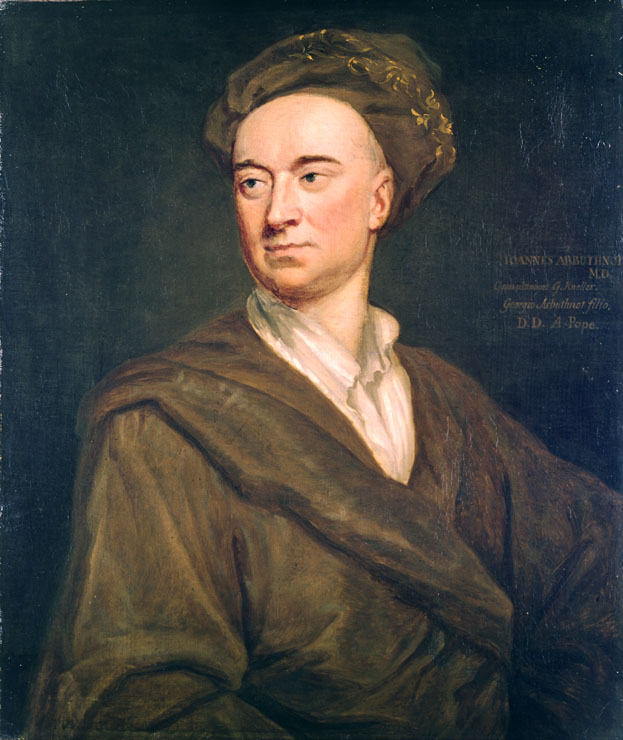
John Arbuthnot op een schilderij van Godfrey Kneller, olieverf op doek, 1723

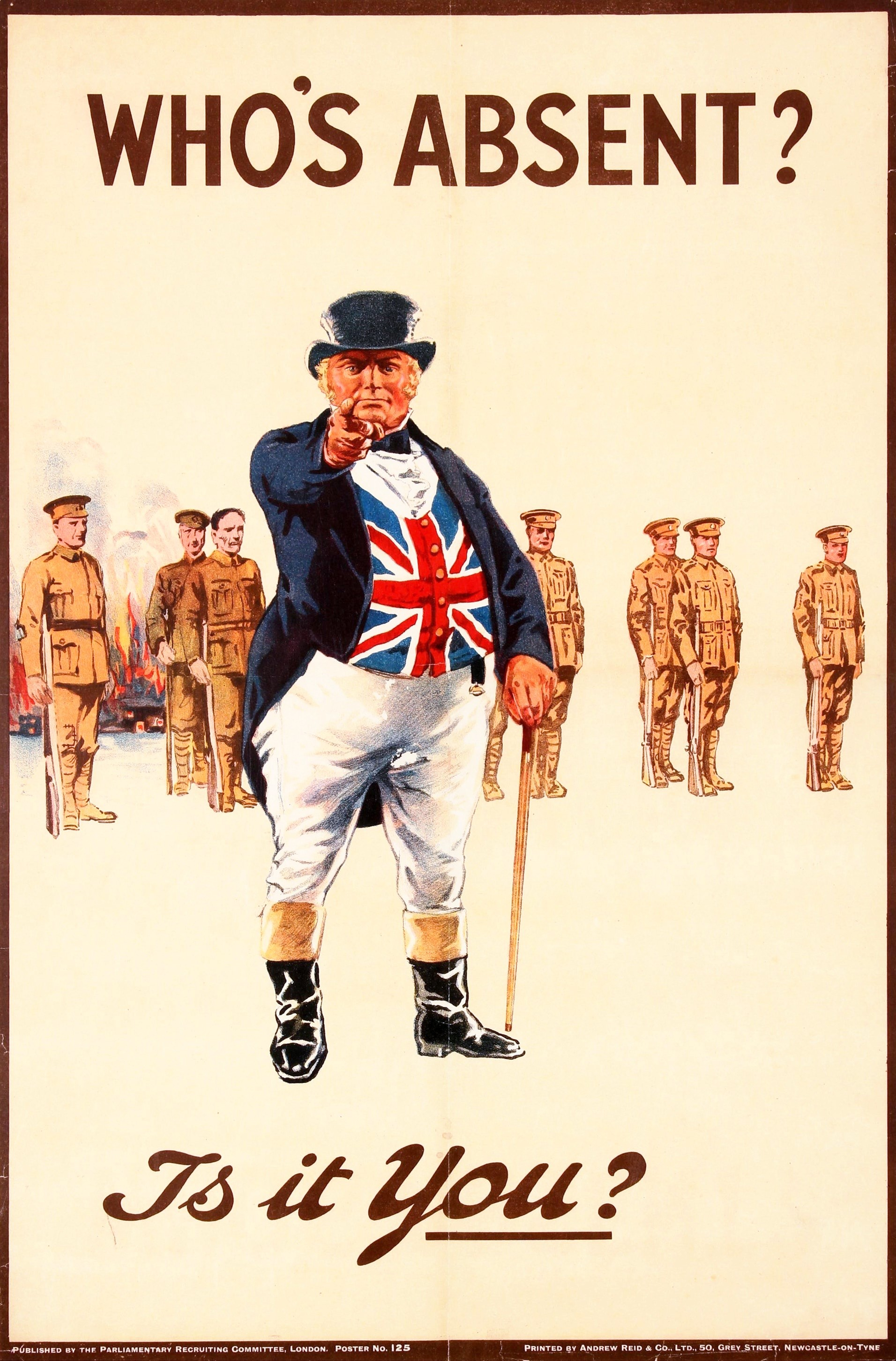
John Bull op een recruteringsposter voor de Eerste Wereldoorlog

John Arbuthnot (Kincardineshire, Schotland, gedoopt 29 april 1667 - Londen, 27 februari 1735) was een Schots arts, wiskundige en schrijver.
Arbuthnot bezocht het Marischal College in Aberdeen en ging in 1692 naar Oxford om medicijnen te studeren. Hij behaalde zijn MD aan de Universiteit van St Andrews in 1696. In 1704 werd hij lid van de Royal Society en in 1705 werd hij de lijfarts van Queen Anne. In 1710 werd hij tevens lid van de Royal College of Physicians in Edinburgh.
In 1692 publiceerde hij Of the Laws of Chance, een vertaling van De ratiociniis in ludo aleae van Christiaan Huygens. Dit werd het eerste werk over de waarschijnlijkheidstheorie dat in het Engels verscheen.
John Arbuthnot was een overtuigd voorstander van de staatkundige eenwording van Engeland en Schotland, waarvoor hij zijn beweegredenen uiteenzette in A Sermon Preached to the People at Mercat Cross, Edinburgh (1706).
De talentvolle en veelzijdige geleerde raakte in Londen bevriend met de schrijvers Alexander Pope en Jonathan Swift en werd met hen een van de oprichters van de Scriblerus Club, een groep bevriende Engelse schrijvers die zich ten doel stelden zaken als kwakzalverij en absurde wetenschappelijke theorieën door middel van satire aan de kaak te stellen. Hij werd een gewaardeerde vriend en medewerker, met een scherpe geest en een groot gevoel voor humor. In dit gezelschap ontwikkelde hij zichzelf tot schrijver. In 1712 verscheen een serie van vijf pamfletten, getiteld The History of John Bull, waarmee hij de figuur John Bull als bekend zinnebeeld van Engeland introduceerde. Hij werd een van de belangrijkste bijdragers aan het gezamenlijk door hem en John Gay, Robert Harley, Thomas Parnell, Alexander Pope en Jonathan Swift geschreven satirische werk Memoirs of Martinus Scriblerus. Hij was ook de inspirator voor het derde deel van Swifts werk Gullivers reizen.
In 1701 publiceerde hij An Essay on the Usefulness of Mathematical Learning. Verder wetenschappelijk werk van Arbuthnot omvat het in 1731 verschenen An Essay concerning the Nature of Ailments, waarin het nut van de toepassing van een dieet bij ziekte aan de orde komt, en An Essay concerning the Effects of Air on Human Bodies (1733). Een gedicht onder de titel Know Thyself verscheen in 1734.